# إكودمار آيت برطيل (آيت ونير)
إكودمار آيت برطيل هو دُوَّار يقع بجماعة آيت يول، إقليم تنغير، جهة درعة تافيلالت في المملكة المغربية. ينتمي الدوّار لمشيخة آيت ونير التي تضم 5 دواوير. يقدر عدد سكانه بـ 4 نسمة حسب الإحصاء الرسمي للسكان والسكنى لسنة 2004.

## روابط خارجية
- البوابة الوطنية للجماعات الترابية
- المندوبية السامية للتخطيط